# Petits royaumes de Norvège
Les petits royaumes de Norvège sont une série de chefferies, clans, et royaumes établis entre les Ier et Xe siècles avant l'unification de la Norvège. Ces délimitations sont véhiculées dans les différentes sagas tardives mais s'appuient également sur différents sites archéologiques démontrant la présence de sites élitaires et de gouvernances locaux ou régionaux.

## Contexte historique

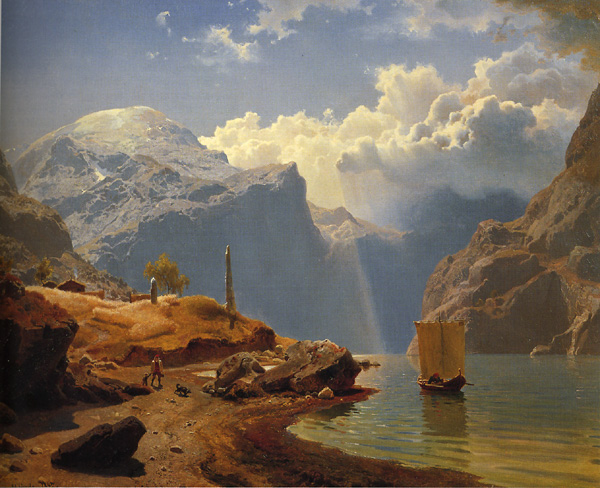
Fra Hardanger (« Depuis Hardanger »), peinture de Hans Gude, 1847.

Ces petits royaumes sont principalement formés à partir de tribus régionales, dont certaines remontent à l'Antiquité. Les plus grandes tribus, telles que les Ryger, les Trøndere, et les Horder, jouent un rôle important dans la gouvernance locale. Le pouvoir politique est souvent décentralisé, chaque petit royaume gérant ses propres affaires judiciaires et militaires à travers des assemblées locales, appelées things. Le Gulathing et le Frostathing sont deux des principales assemblées législatives de la région ouest de la Norvège, chacune regroupant plusieurs petits royaumes pour organiser la justice et établir des alliances militaires.
Ces royaumes sont souvent en guerre les uns contre les autres pour le contrôle des terres et des ressources, mais ils forment également des alliances temporaires pour se défendre contre des menaces externes. Les alliances tribales ou régionales peuvent se formaliser lors des things, où des décisions sont prises concernant la guerre et la paix. Les rois de ces petits royaumes se regroupent parfois en confédérations pour contrer les envahisseurs ou pour affirmer leur pouvoir sur des territoires voisins.
Dès le début de l'âge des Vikings, la Norvège est divisée en plusieurs petits royaumes. Les sagas retracent les interactions entre les différents rois qui exercent des pouvoirs d'influence militaire et commerciale, forgent des alliances par des mariages. Certains de ces royaumes ne regroupent que quelques villages, alors que d'autres s'étendent sur plusieurs des comtés, fruit de regroupement, conquête ou assujettissement. À partir du VIIe siècle, le regroupement des petits royaumes s'accentue.
L'unification de ces petits royaumes suit plusieurs étapes qui se déroulent de la fin du VIIIe siècle jusqu'au milieu du IXe siècle avec plusieurs regroupements. Halfdan Hvitbeinn aurait réuni sous son règne plusieurs petits royaumes sous celui d'Oppland comme l'Alfheim et le Hadeland. Halfdan III de Vestfold étend le royaume de Vestfold par jeu de conquête et de mariage en intégrant les petits royaumes d'Agder, Gudbrandsdal, Hadeland, Hedmark, Oppland, Ranrike, Raumarike, Ringerike et Vingulmark. En parallèle, sur la côte occidentale de la Norvège, les plus petits royaumes se soumettent à de plus grands : le Halogaland, le Hordaland et le Rogaland.
L'unification de l'ensemble de ces petits royaumes se conclue avec Harald à la Belle Chevelure (Harald Ier), qui, après sa victoire lors de la bataille de Hafrsfjord vers 872, impose progressivement son autorité sur l'ensemble de la Norvège. Cette victoire marque la fin de l'autonomie des petits royaumes et l'émergence d'un pouvoir royal centralisé. Les anciens royaumes continuent d'exister en tant qu'unités administratives locales, mais sous l'autorité d'un seul roi.
Après l’adoption du christianisme, ces royaumes deviendront des diocèses. À l'indépendance de la Norvège, les différents royaumes prennent définitivement la forme et le statut de provinces (fylker).

## Liste des royaumes de Norvège

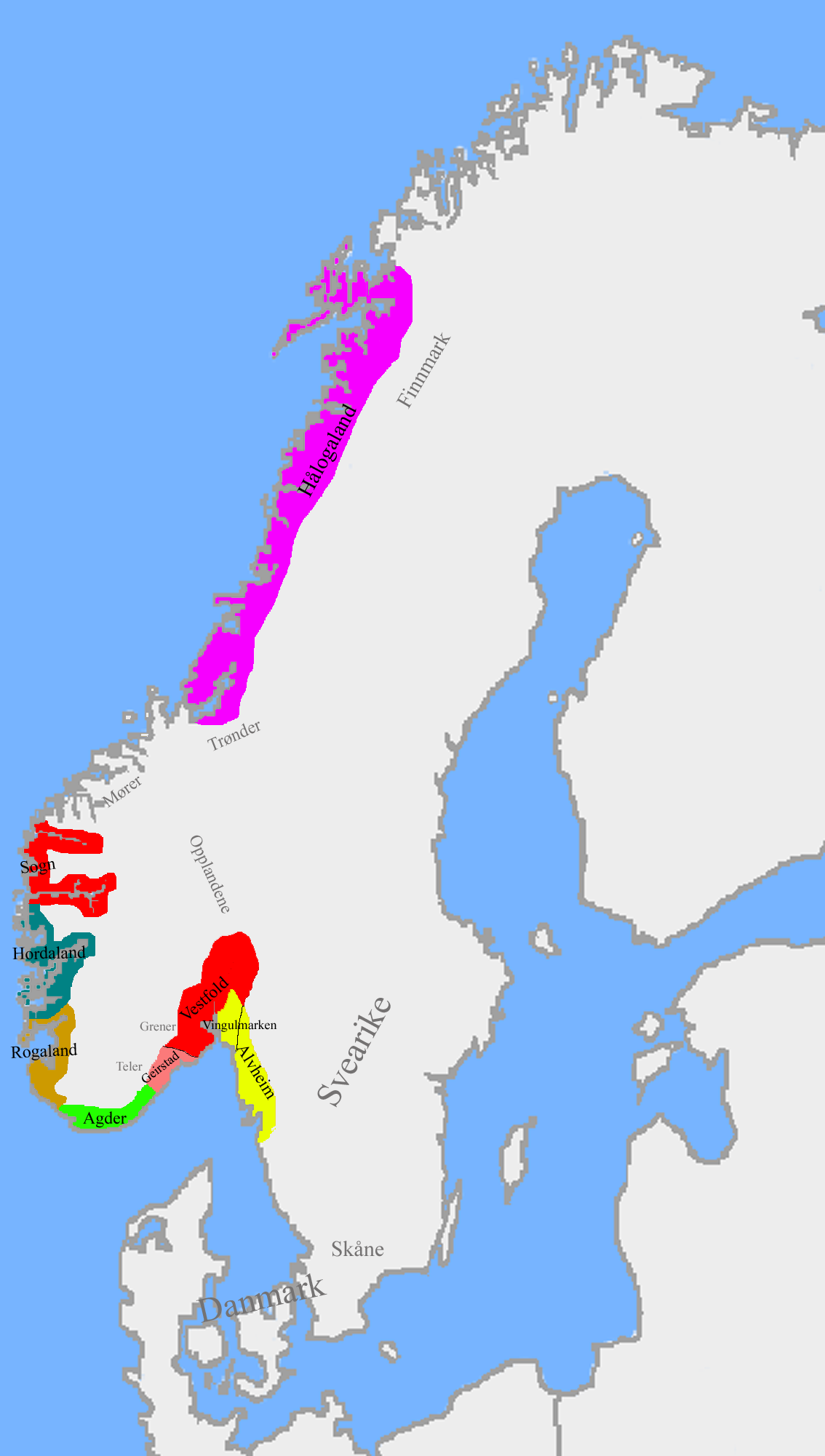
Petits royaumes avant unification, vers 860.

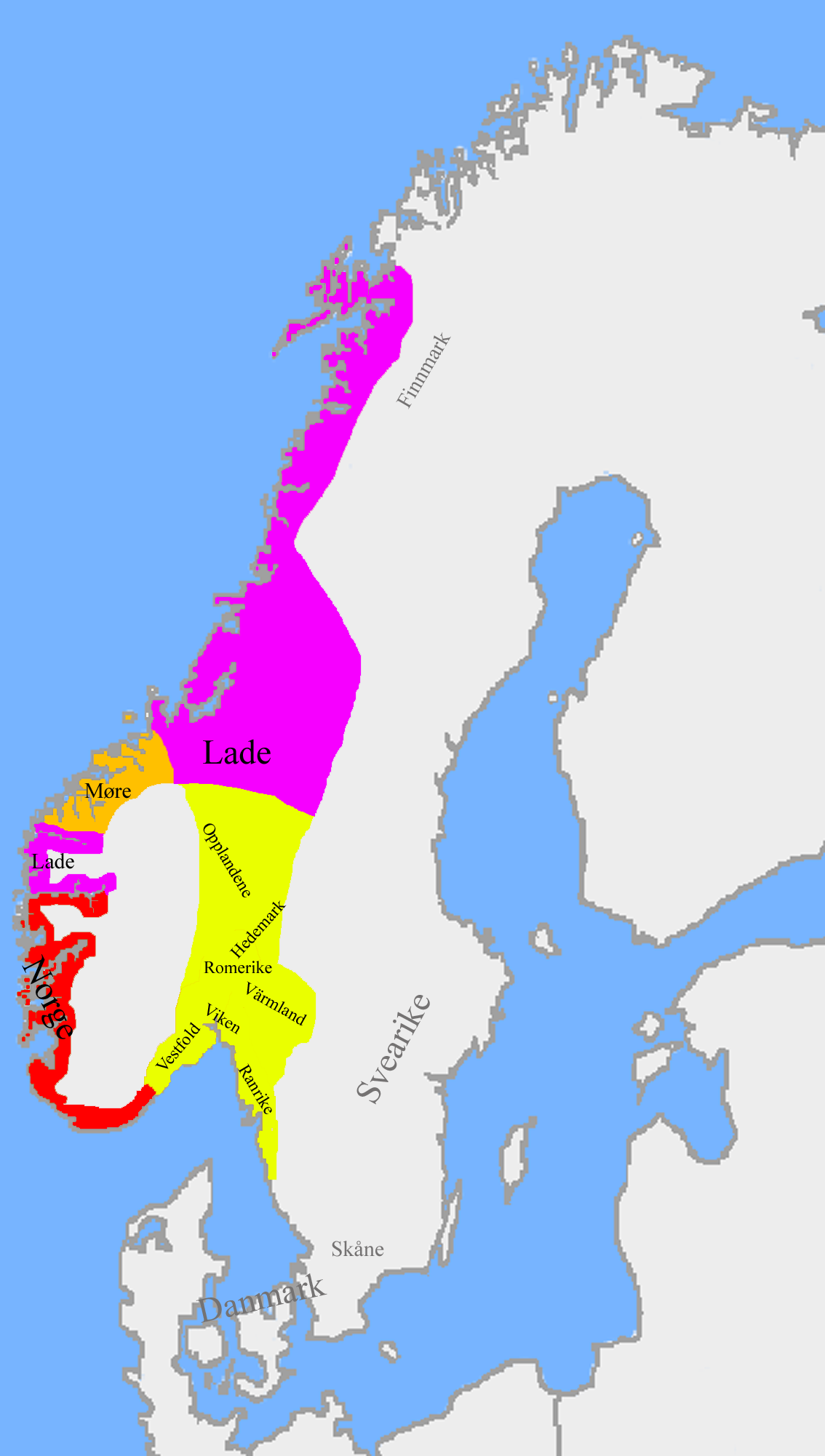
Petits royaumes vers 930, après l'unification d'Harald.

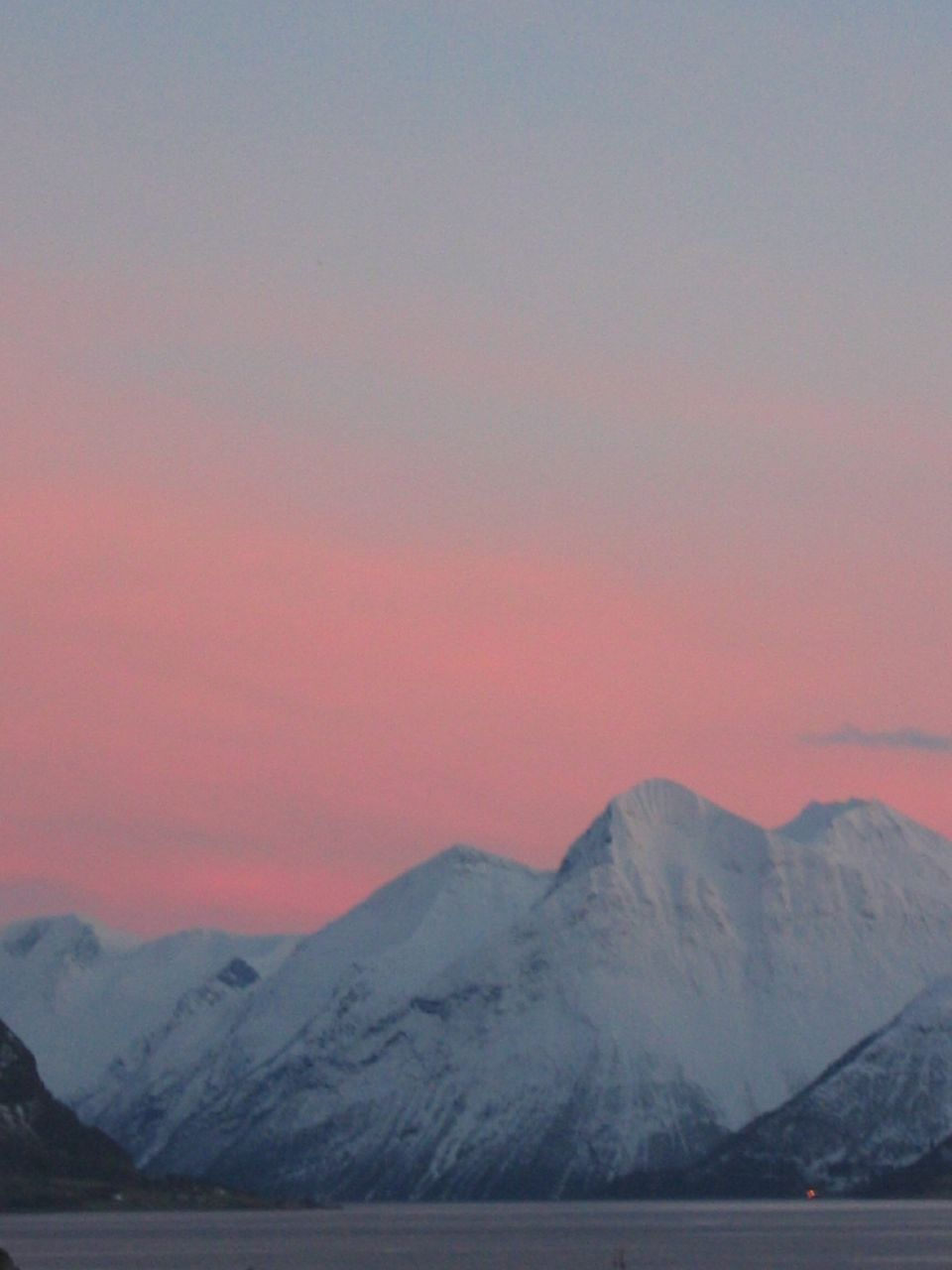
Un fjord de Nordmøre au crépuscule.

Cette liste regroupe les petits royaumes de Norvège :

### Agder
Agder est, dès le VIe siècle, le nom de la côte située entre Åna-Sira (en), à la frontière avec le Rogaland, jusqu'à Rygjarbit (en) et correspond aux limites géographiques modernes du comté d'Agder. Les habitants de ce royaume s'appelaient Egðir. Il semblerait que ces Egðir soient les Augandzi mentionné par Jordanès dans sa Getica. Plusieurs rois des mers légendaires et semi-légendaires sont associés à ce site de pouvoir dans le Heimskringla.

### Alfheim
Alfheim (en) (en vieux norrois terre entre les rivières) est situé sur l'actuel landskap de Bohuslän en Suède et correspondait à l'un des petits royaumes de Norvège dont l'influence est périodiquement danoise. Ce petit royaume pourrait s'étendre du VIIe siècle au IXe siècle. Plusieurs rois d'Alfheim sont nommés comme Gandalf Alfgeirsson (en) qui aurait uni le royaume au Vestfold, puis ses fils s'y soumettent complètement.

### Firdafylke
Firdafylke est le nom d'un site royal situé entre Bergen et le comté de Møre og Romsdal. La période d'indépendance de ce petit royaume est incertaine. Les sagas donnent pour origine un roi des mers semi-légendaire Gor Thorrasson du Kvenland, une région same. L'un des rois de Frida, Audbjörn Frøybjørnsson (en), se bat contre Harald à la Belle Chevelure et meurt en 870 durant la deuxième bataille de Solskjel (en). Après cette bataille, Firdafylke passe aux mains des Jarls de Møre.

### Grenland
Grenland dérive de Grænafylki (vieux norrois signifiant « le pays des Grener »). Jordanès, dans son ouvrage Histoire des Goths, mentionne les Granii, l'une des nations des Goths vers 551 apr. J.-C.. Il est géographiquement lié au Landskap de Grenland (en). En dehors de la mention de Jordanès, rien n'est connu de ce pays, cependant le petit royaume de Vestmar semble lui succéder au VIIIe siècle.

### Gudbrandsdal
Gudbrandsdal est une chefferie norvégienne avant le IXe siècle centrée autour du site de Hundorp (en) dans le landksap de Gudbrandsdalen. Elle est située dans le fylke actuel d'Innlandet. Elle doit son nom au petit roi légendaire Gudbrand, descendant de Raum l'Ancien et contemporain de Halfdan III de Vestfold. Il devient un district du royaume d'Oppland dès 870 puis une possession du Vestfold lors de l'unification par Harald à la Belle Chevelure jusqu'en 1018. L'Heimskringla de Snorri Sturluson évoque un roi païen de Gudbrandsdal qui s'oppose d'abord à la christianisation par Olaf II avant de se faire baptiser : Dale-Gudbrand (en).

### Hadeland
Hadeland est un petit royaume norvégien situé dans le fylke actuel comté d'Oppland qui s'étend probablement du VIIe siècle jusqu'en 872. Le nom Hadeland viendrait du vieux norrois haðar, signifiant guerrier. Le Hadeland serait donc le pays des guerriers. Les plus importants établissements sous le contrôle du Hadeland sont Gran, Grue, Jevnaker et Skrukkelia (no). Les petits rois de Norvège semblent avoir fréquenté le Hadeland pour y chasser dans ses forêts et autour de ses lacs. Halfdan le noir, par exemple, semble y avoir séjourné plusieurs fois. L'un des rois les plus connus du Hadeland est Halfdan Hvitbeinn.

### Hallingdal
Hallingdal est une chefferie norvégienne située dans l'actuel landskap d'Hallingdal et qui devient un district du royaume d'Oppland dès 870. Ses fondateurs et habittants auraient été les Hallings.

### Hålogaland
Hålogaland est le royaume le plus septentrional de Norvège. La présence de sites royaux remonte au Ve siècle. Ce pays pourrait correspondre aux Adogit décrit par Jordanes. Helgi serait le fondateur du Halogaland. Les sagas font référence régulièrement à des rois et chefs du Halogaland comme Gudlog de Hålogaland (es), Gyllaug Gudlaugsson (es), Mundil Gyllaugsson (es). Grjotgard Herlaugsson (no) serait le dernier roi du Halogaland avant l'unification de la Norvège. Les chefs du Halogaland deviennent alors jarls de Lade.

### Hardanger
Hardanger pourrait être un petit royaume de Norvège datant du Ier siècle. Il est situé dans le fylke actuel de Hordaland, entre Bergen et Oslo. Il comprend notamment le haut-plateau du Hardangervidda et correspond à l'actuel landskap de Hardanger (en) . Le nom dérive de l'ethnonyme en vieux norrois hǫrðar dérivant lui même probablement des Harudes (en) décrits par Jules César. Dans les sagas, le fjord du Hardanger est décrit comme la résidence principale des rois de Norvège, avant l'unification de celle-ci, et correspond au royaume du Hordaland, mais il n'est pas question d'un royaume de Hardanger.

### Hedmark

Hedmark (en vieux norrois : Heinafylki) est un petit royaume de Norvège faisant partie du Eidsivating (en), l'une des assemblées populaires (thing) localisé à Eidsvoll et administrant la partie orientale de la Norvège. Il se trouve à l'emplacement de l'actuel landskap de Hedmarken (en). Plusieurs rois de Hedmark sont mentionnés dans les sagas, relevant pour certains du légendaire : Halfdan Hvitbeinn, Sigtryg Eysteinsson (IXe siècle) et Halfdan III de Vestfold. Le Hedmark est intégré avec le Raumarike au Vestfold à la suite des conquêtes d'Halfdan III, et constitue un élément précurseur de l'unification de la Norvège par Harald à la Belle Chevelure.

### Hordaland
Hordaland (vieux norrois : Hórðaland ou Hórdafylki) est un petit royaume de Norvège dont les premières attestations peuvent remonter au Ier siècle et qui est défait lors de la bataille de Hafrsfjord menant à l'unification de la Norvège par Harald à la Belle Chevelue. Sa situation en fait un potentiel point de départ privilégié pour les premières expéditions vikings dans les îles Britanniques et joue un rôle central dans le renforcement des élites locales et l'émergence d'une dynastie royale norvégienne.

### Land
Land est un petit royaume indépendant situé dans l'actuel landskap de Land.

### Møre
Møre pourrait être un petit royaume de Norvège situé entre le Halogaland et Trondheim au Nord et Firdafylke et Sogn au sud. Il est traditionnellement subdivisé en deux chefferies : Nordmøre et Sunnmøre. Le royaume possède une histoire commune avec celle de Romsdalen. Elle abrite un groupe de petits royaumes situés le long des fjords et des routes maritimes qui relient l'ouest et le nord de la Norvège. Ces royaumes contrôlent plusieurs sites royaux, dont Veøy, Hustad, et Skuggen, qui jouent un rôle essentiel dans le contrôle du commerce maritime. Ces sites sont également connus pour leurs monuments funéraires, dont des cairns situés près des manoirs royaux, reflétant l'importance des élites locales et leur rôle dans les échanges et les alliances régionales. Après l'unification par Harald, les deux petits royaumes sont dirigés par les Jarls de Møre. Sunnmørafylke (norvégien : Sunnmærafylkí) devient un des comtés historiques de Norvège, qui faisait partie de Gulatingslag. Le comté se composait de deux parties, nyrðri hlutr (partie nord) et syðri hlutr (partie sud).

### Namdalen
Namdalen est un petit royaume norvégien jusqu'à la soumission d'Harlaug et Rollaug, co-roi, à Harald à la Belle Chevelure à la fin du IXe siècle. Devenus jarls, Namdalen est déserté et les chefs et les habitants forment une expédition de colonisation de l'Islande.

### Oppland
Oppland est un regroupement de petits royaumes situés au nord d'Oslo. Une dynastie royale y est attestée dès le VIIIe siècle et prend fin avec Eystein Glumra.

### Orkdal
Orkdal est un petit royaume de Norvège situé dans l'actuel Trøndelag. Selon l'Heimskringla, Gryting (en), roi d'Orkdal, s'oppose aux ambitions d'unification d'Harald à la Belle Chevelure et est défait lors de la bataille d'Orkdal (en). Il s'agit du premier royaume du Trondheim à être intégré de force lors de l'unification.

### Ranrike
Ranrike pourrait être un petit royaume norvégien datant d'avant l'âge des Vikings. Il est situé dans l'actuelle province de Bohuslän. Les descriptions de Jordanès dans Getica sur la Scandza des origines parlent de deux peuples, les Aeragnaricii et les Ranii ; les seconds correspondraient aux fondateurs du royaume. Durant l'âge des Vikings, Ranrike passe surtout sous domination danoise et parfois sous autorités du roi de Norvège unifiée.

### Ramsta
Ramsta ou Hrafnista en vieux norrois est un petit royaume ou une chefferie semi-indépendante du royaume du Halogaland. Les rois du Halogaland gouvernent sur Ramsta durant le IXe siècle. C'est d'après le nom de ce royaume qu'est écrit la saga Hrafnistumannasögur qui auraient pour la plupart participé à la colonisation de l'Islande après l'unification de la Norvège.

### Raumarike
Raumarike est un petit royaume norvégien déjà cité au VIe siècle par Jordanès qui évoque la tribu des Raumarici et dont les fouilles archéologiques du  tertre de Rakni (en) démontre une activité de pouvoir importante. Durant le IXe siècle, Halfdan III de Vestfold conquiert le royaume en battant Sigtryg Eysteinsson,.

### Ringerike
Ringerike est un petit royaume norvégien repris dans les différentes sagas norvégiennes. À partir du IXe siècle, les différents petits royaumes du Viken s'unissent autour d'un seul roi, Sigurd Hjort (en). À sa mort, en 840, le territoire est intégré au Vestfold gouverné par Halfdan le Noir.

### Rogaland
Rogaland est un petit royaume norvégien dont les fouilles archéologiques démontrent une activité importante depuis l'âge du pierre. La présence d'un site royal est attestée à Avaldsnes dès le IIIe siècle et les sagas scandinaves décrivent une dynastie de roi se succédant jusqu'à l'unification militaire d'Harald à la Belle Chevelure.

### Romsdal
Romsdal est un petit royaume indépendant cité par Jordanès au VIe siècle et qui possède une histoire commune avec celle de Møre. La région passe sous tutelle des jarls de Lade après l'unification par Harald à la Belle Chevelure,.

### Sogn
Sogn est un petit royaume ou chefferie situé dans le fylke actuel de Sogn og Fjordane. Avant de former un petit royaume, Sogn fait partie d'un ensemble de communautés tribales égalitaires apparemment sans aristocratie. Sous l'impulsion des nouvelles aristocraties émergentes dans d'autres régions de la Norvège, certains sites sont abandonnés vers 880, coïncidant avec les premières datations de la colonisation de l'Islande. Harald Gullskjegg (no) est connu comme roi de Sogn dans l'Heimskringla et père de la première épouse d'Halfdan III de Vestfold.

### Solør
Solør est un petit royaume situé dans le fylke actuel de Hedmark. La forme originale en vieux norrois était Soløyjar. Le premier élément, sol, signifie probablement « boue » ou « boues d'épuration », et le deuxième élément est la forme plurielle de øy : « terrain plat le long de la rivière ». Halfdan Hvitbeinn en aurait été roi vers 710 et le petit royaume passe sous le contrôle du Hedmark puis d'Oppland.

### Telemark
Telemark pourrait être un petit royaume de Norvège, cependant son statut est remis en question par les historiens modernes qui supposent une confusion avec les royaumes de Grenland et de Vestmar qui occupent également la région.

### Toten
Toten pourrait être un petit royaume de Norvège situé dans l'actuel landskap et district de Toten, situé dans le comté d'Innland. Le roi semi-légendaire Halfdan Hvitbeinn aurait régné dessus, l'intégrant à un plus grand royaume d'Hedmark puis d'Oppland.

### Vestfold
Vestfold est un petit royaume de Norvège étroitement lié à la dynastie des Ynglingar. Les différentes découvertes archéologiques témoignent de l'importance de ce site royal. Le Vestfold est considéré comme un important noeud commercial est un point central dans l'unification de la Norvège.

### Vestmar
Vestmar, parfois assimilé au Grenland, pourrait être un petit royaume de Norvège. Un seul roi de Vestmar est mentionné dans les sagas, et l'emplacement du royaume se confondant avec celui du Grenland laisse supposer qu'il s'agit du nom anglicisé d'un même petit royaume.

### Vingulmark
Vingulmark est un petit royaume ou chefferie lié au petit royaume d'Alfheim. Les deux royaumes partagent la même dynastie aristocratique. Le territoire est partagé par mariages et successions jusqu'à sa conquête en 840 par Halfdan III de Vestfold. Les archéologues ont découvert des sépultures richement dotées dans la zone autour de l'estuaire de la rivière Glomma, à Onsøy, Rolvsøy et Tune, où les restes d'un navire, le bateau de Tune, ont été retrouvés. Cela indique qu'il y avait un centre de pouvoir important dans cette zone.

### Voss
Voss est un petit royaume, parfois écrit Vörs ou Vǫrs, situé dans le comté actuel de Hordaland, sur la région portuaire qui accueille aujourd'hui la ville de Bergen. L'histoire dynastique de Voss se confond avec celle des petits royaumes du Hordaland et du Rogaland. L'indépendance de ce petit royaume est discutable et il pourrait s'agir d'une chefferie du petit royaume du Hordaland. Plusieurs rois de Voss sont évoqués dans la Hálfs saga ok Hálfsrekka (en) tels que Skelfi, Skjold, Eirikr, Alrek, Hrolf, Solvi et Kaun. La dynastie royale de Voss semble disparaitre au cours du VIIe siècle, intégrée au petit royaume du Hordaland.